# Портреты папаши Танги
Портре́ты Папа́ши Танги́ (фр. Le père Tanguy) — картины Винсента Ван Гога, написанные в 1887 году, изображающие Жюльена-Франсуа (Папашу) Танги. Эти три работы демонстрируют прогресс в технике Ван Гога после его прибытия в Париж. Первая написана в мрачных тонах. Вторая — подражание Ван Гога японским художникам. Последняя картина трилогии объединяет «японизм», импрессионизм и другие влияния на парижское сообщество художников. Эта картина находится в Музее Родена в Париже.

## Винсент Ван Гог в Париже
В 1886 году художник уехал из Голландии. Ван Гог поселился у своего брата Тео в Париже. В Париже юный Винсент подвергся влиянию работ японистов, пуантилистов, импрессионистов. В круг его друзей входили Камиль Писсаро, Анри Тулуз-Лотрек, Поль Гоген, Эмиль Бернар, Поль Синьяк, Жорж Сёра и другие. Японские гравюры Хокусая и Хиросигэ оказали влияние на работы художника. В течение двух лет (с 1886 по 1888 год) Ван Гог работал в Париже, исследовал различные жанры, создавая свой неповторимый стиль.

## Жюльен Танги
У Жюльена-Франсуа Танги был свой небольшой магазинчик, где он продавал художественные принадлежности и картины. Он был одним из первых, кто выставил картины Ван Гога на продажу, но ему так и не удалось продать ни одной из них при жизни художника. Его весёлое настроение и энтузиазм привлекали художников, и вскоре магазин стал мастерской для многих художников. За доброту и отзывчивость Жюльена художники прозвали его Папашей. Папаша Танги брал картины в качестве оплаты за краски. Таким образом он сумел собрать прекрасную коллекцию. В отличие от мужа, его жена была менее творческой и не разделяла щедрые намерения мужа и часто требовала у художников оплату наличными. Ван Гог умер в 1890 году, Танги умер четыре года спустя. После его смерти дочка продала «Портрет Папаши Танги» Огюсту Родену. Картина, ранее находившаяся в его частной коллекции, сейчас находится в Музее Родена.

## Описание
Композиция наиболее проработанного третьего портрета представляет собой: 
- Ярко-синие добрые глаза и красные губы Танги контрастируют с его бледной кожей и седой бородой;
- Дерево сакуры, изображённое на фоновом эстампе в правом верхнем углу картины, сбалансировано за счёт голубого неба и тёмной зелени пейзажа;
- Яркие полосы в нижнем левом углу картины составляют часть смело написанного Винсентом Ван Гогом фона, заполненного массой японских эстампов;
- Руки Танги с выступающими венами составляют сильный контраст с его синим пиджаком.

Второй портрет, также выполненый в стиле «японизма», находится в собрании копенгагенской «Новой глиптотеки Карлсберга»
Первый портрет Жюльена Танги, выполненый в мрачных тонах, находится в частной коллекции.